# The Robins
The Robins est un groupe  vocal de  rhythm and blues et de doo-wop américain actif de 1949 à 1956, qui deviendra ensuite The Coasters.

## Biographie
Le groupe, formé en 1945 à San Francisco par Terrell "Ty" Leonard et les frères Billy et Roy Richard, s'appelle d'abord The A-Sharp Trio. Ils partent à Hollywood l'année suivante et sont rejoints en 1949 par le puissant baryton-basse Bobby Nunn. Le groupe est recruté par le chef d'orchestre Johnny Otis qui recherche une formation de doo-wop, la nouvelle musique à la mode, pour son club de Los Angeles, le Barrelhouse. Ils enregistrent un premier disque en 1949, pour Excelsior, sous le nom des Four Bluebirds. Peu de temps après, le groupe est rebaptisé The Robins, ce qui fait d'eux la 3e formation  du genre à utiliser un nom d'oiseau , après The Orioles et The Ravens.
Ils enregistrent plusieurs 78 tours, pour Aladdin, puis pour Savoy, jouant parfois avec l'orchestre de Johnny Otis et la chanteuse Maggie Hathaway. Ils accompagnent également la jeune Esther Phillips sur Double Crossin' Blues. Ils quittent Johnny Otis en 1950 pour des raisons d'argent, et rejoignent le label Dolphin, puis RPM et Modern des frères Bihari.
En 1951, ils rencontrent les auteurs-compositeurs Jerry Leiber & Mike Stoller par l'intermédiaire du manager Lester Sill. Ce dernier leur arrange une audition avec le groupe, qui chante une de leur compositions, That's What the Good Book Says. L'essai est concluant. Les Robins travaillent alors régulièrement avec Leiber et Stoller sur leur label Spark Records. Le ténor soliste Grady Chapman rejoint le groupe en 1953, remplacé un an après par Carl Gardner. Accompagnés de Richard Berry, ils obtiennent leur premier tube en 1954 : Riot In The Cell Block Number Nine, suivi de Smokey Joe's Cafe et de Framed.
Mais le label de Leiber et Stoller est racheté par Atlantic en 1955 et trois musiciens des Robins refusent de les suivre. Les Robins restants, Carl Gardner et Bobby Nunn, changent alors d'identité et deviennent The Coasters.
Ty Terrell et les frères Richards enregistrent un autre single sous le nom de Robins, Cherry Lips, pour Whippet Records. Ils continuent à se produire sur la côte ouest pendant des années, enregistrant par intermittence, avec Grady Chapman jusqu'en 1958. Chapman est ensuite remplacé par Bobby Sheen et il scontinuent d'enregistrer pour différentes firmes jusqu'en 1961.

## Postérité
Le morceau Riot In The Cell Block No.9 sera repris par les Coasters en 1971, par Wanda Jackson  (1961), Dr. Feelgood (1975) et par les Blues Brothers (1980), tandis que Framed est enregistré par Bill Haley (1970) et Canned Heat (1973).
Smokey Joe's Cafe servira de titre à une comédie musicale jouée en 1995 à Broadway et basée sur les compositions de Leiber et Stoller. Nommée pour 7 Tony Awards, elle est alors la comédie musicale restée le plus longtemps à l'affiche dans l'histoire.
On retrouve le morceau Since I First Met You sur la BO du film Pulp Fiction.